# پنوموپریتوئن
پنوموپریتوئن یا پنوموپریتونوم (انگلیسی: Pneumoperitoneum) یک پنوماتوز (حضور غیرطبیعی هوا یا گازهای دیگر) در حفره صفاقی است که فضایی بالقوه در داخل حفره شکمی محسوب می‌شود. شایع‌ترین علت پنوموپریتوئن سوراخ شدن احشاء شکمی است که معمولاً ناشی از سوراخ شدن زخم‌های گوارشی است، اگرچه هر قسمتی از لوله گوارش ممکن است در نتیجهٔ یک زخم خوش‌خیم، تومور یا ترومای شکم سوراخ شود. آپاندیس سوراخ‌شده به‌ندرت باعث پنوموپریتوئن می‌شود.
پنوموپریتوئن خودبه‌خودی حالتی نادر است که ناشی از پارگی احشاء شکمی نیست. به این حالت «پنوموپریتوئن خودبخودی با دلیل نامشخص» نیز گفته می‌شود که علت آن مشخص نباشد.
در اواسط قرن بیستم، پنوموپریتوئن «مصنوعی» گاهی عمداً به عنوان درمانی برای رفع فتق هیاتال ایجاد می‌شد. این کار با پر کردن شکم با دی‌اکسید کربن حاصل شد. امروزه این عمل در حال حاضر توسط تیم‌های جراحی به منظور کمک به انجام جراحی لاپاراسکوپی استفاده می‌شود.

## دلایل بروز
- زخم اثنی‌عشر سوراخ‌شده - شایع‌ترین علت گاز در شکم است. مخصوصاً پارگی در قسمت قدامی بخش اول دوازدهه.
- زخم معده سوراخ‌شده[۱]
- انسداد روده[۲][۳]
- دیورتیکول پاره‌شده[۴]
- ترومای نافذ[۵]
- بیماری التهابی روده پاره شده (مثلاً مگاکولون)[۶]
- انتروکولیت نکروزان/پنوماتوز کولی[۷]
- سرطان روده بزرگ[۸]
- رودهٔ ایسکمیک[۹][۱۰][۱۱]
- مصرف استروئیدها
- بعد از لاپاراتومی
- بعد از لاپاروسکوپی
- پارگی آناستوموز جراحی
- آسیب روده بعد از آندوسکوپی
- دیالیز صفاقی (PD)، اگرچه در یک مطالعه جدیدتر در بریتانیا، شیوع پنوموپریتوئن در بین افراد مبتلا به PD کمتر از ۴ درصد برآورد شده است.[۱۲]
- دمیدگی هوا از راه واژن (هوا از طریق لوله‌های رحم وارد می‌شود، به عنوان مثال، اسکی روی آب،[۱۳] رابطه جنسی دهانی[۱۴][۱۵])
- عفونت رودهٔ بزرگ یا صفاق
- ورود هوا از قفسه سینه (به عنوان مثال، فیستول ریوی-جنبی)
- PAP غیر تهاجمی (فشار مثبت راه هوایی) می‌تواند هوا را به سمت پایین دوازدهه و همچنین به سمت نای هدایت کند.

## پنوموپریتوئن خودبه‌خودی
پنوموپریتوئن خودبه‌خودی وضعیتی نادر است که به دلیل پارگی احشاء شکمی ایجاد نمی‌شود. به این حالت «پنوموپریتوئن خودبخودی با دلیل نامشخص» نیز گفته می‌شود که علت آن مشخص نیست. علل پنوموپریتوئن خودبخودی، بدون التهاب صفاق شامل باروتروما به دلیل تنفس مکانیکی، و پارگی نای به دنبال لوله‌گذاری در نای است. در مورد تنفس مکانیکی، هوا از قفسه سینه به داخل حفره شکم از طریق دیافراگم عبور می‌کند. در پارگی نای هوا از امتداد عروق بزرگ عبور می‌کند.

## تشخیص
پنوموپریتوئن اغلب در رادیوگرافی دوبعدی دیده می‌شود، اما مقادیر کمی از آن چشم رادیوگرافیست پنهان می‌ماند، و امروزه انجام سی‌تی اسکن به عنوان روشی استاندارد در ارزیابی پنوموپریتوئن در نظر گرفته می‌شود. سی‌تی اسکن قادر است مقادیری به اندازه ۵ سانتی‌متر مکعب هوا یا گاز را نشان دهد.
نشانه‌هایی که در رادیوگرافی دوبعدی قابل مشاهده است در زیر نشان داده شده است:
نشانهٔ دوجداره، نشانه‌ای از وجود هوا را در دو طرف روده است. با این حال، یک نشانهٔ دو جداره کاذب ممکن است از تماس دو حلقه روده با یکدیگر ایجاد شود. این نشانه به افتخار لیو جرج ریگلر نامگذاری شده است و نباید آن را با سه‌گانه ریگلر اشتباه گرفت.
نشانهٔ فوتبال زمانی است که شکم به صورت یک محوطه پرتوگذر بیضی شکل بزرگ شبیه به زمین فوتبال آمریکایی دیده می‌شود که در رادیوگرافی بیمار به پشت خوابیده مشاهده است. نشانهٔ فوتبال اغلب در نوزادانی دیده می‌شود که سوراخ‌های خودبه‌خودی یا یاتروژنیک معده باعث پنوموپریتوئن شده است. این نشانه همچنین در انسداد روده همراه با سوراخ‌شدگی ثانویه دیده می‌شود، مانند بیماری هیرشپرونگ، پیچش روده میانی، ایلئوس مکونیوم و آترزی روده. علل یاتروژنیک مانند سوراخ کردن روده حین آندوسکوپی نیز ممکن است نشانه فوتبال ایجاد کند

نشانهٔ کوپولا زمانی دیده می‌شود که هوا در زیر تاندون مرکزی دیافراگم جمع می‌شود.

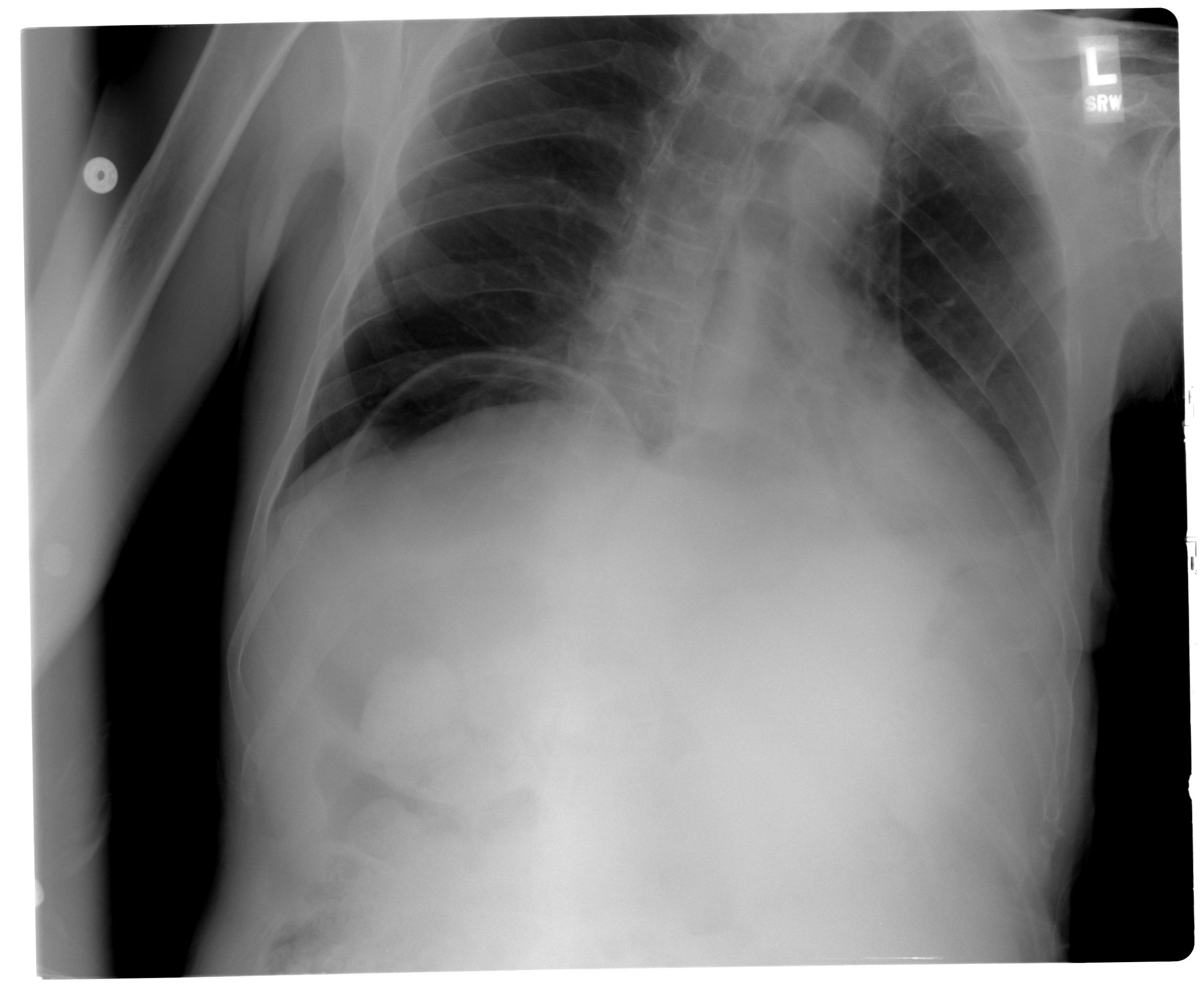
تصویر دیگری از پنوموپریتوئن در عکس قفسه سینه.
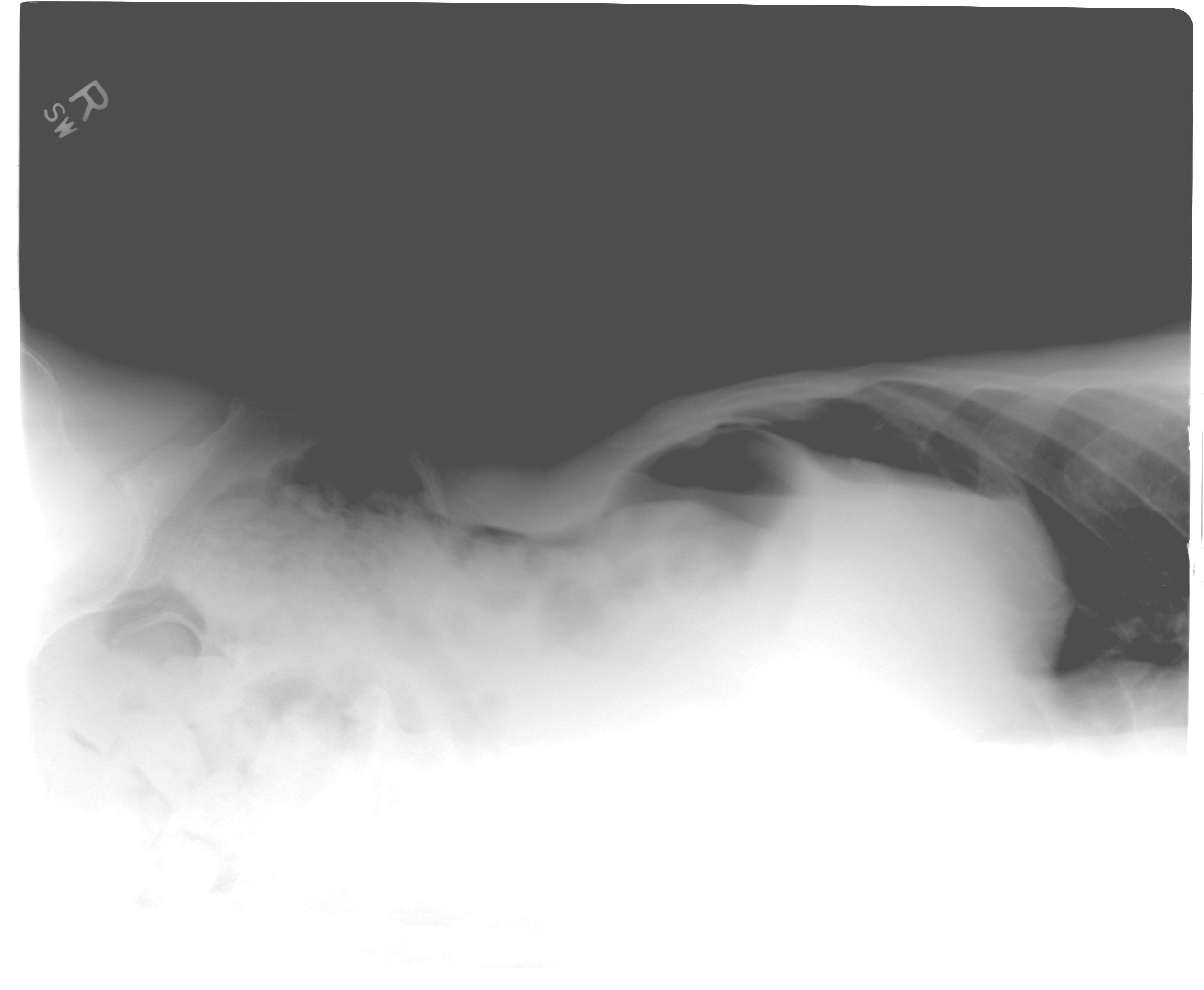
پنوموپریتوئن در عکس قفسه سینه در بیماری که به پهلوی چپ دراز کشیده است.
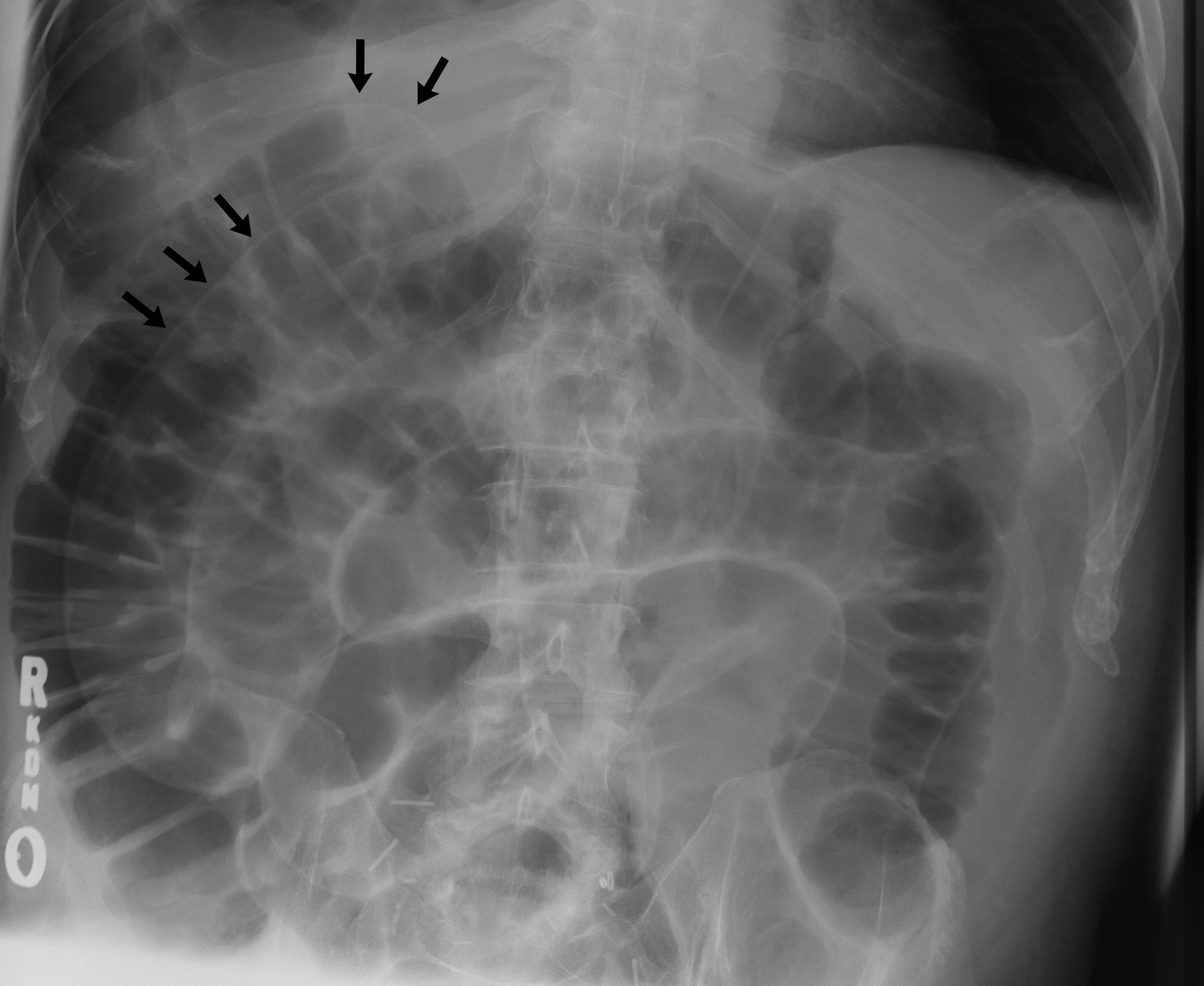
نشانهٔ دوجداره. این نشانهٔ ثانویهٔ پنوموپریتوئن است. بیمار به پشت خوابیده است و هوای داخل شکم و مجرای روده هر دو طرف دیواره روده را برجسته می‌کند.
- یافتهٔ سونوگرافیک پنوموپریتوئن موسوم به «نشانهٔ نوار صفاقی».[۲۴]

## تشخیص افتراقی
تشخیص‌های افتراقی شامل یک آبسهٔ ساب‌فرنیک (آبسهٔ زیر دیافراگم)، قرارگرفتن یک حلقه روده بین دیافراگم و کبد (سندرم کیلائیدیتی) و آتلکتازی خطی در پایه ریه‌ها قادر به شبیه‌سازی هوای آزاد در زیر دیافراگم در عکس قفسه سینه هستند.

## درمان
درمان بستگی به علت ایجاد پنوموپریتوئن دارد.